# Wasserbehälter (Wüsten)

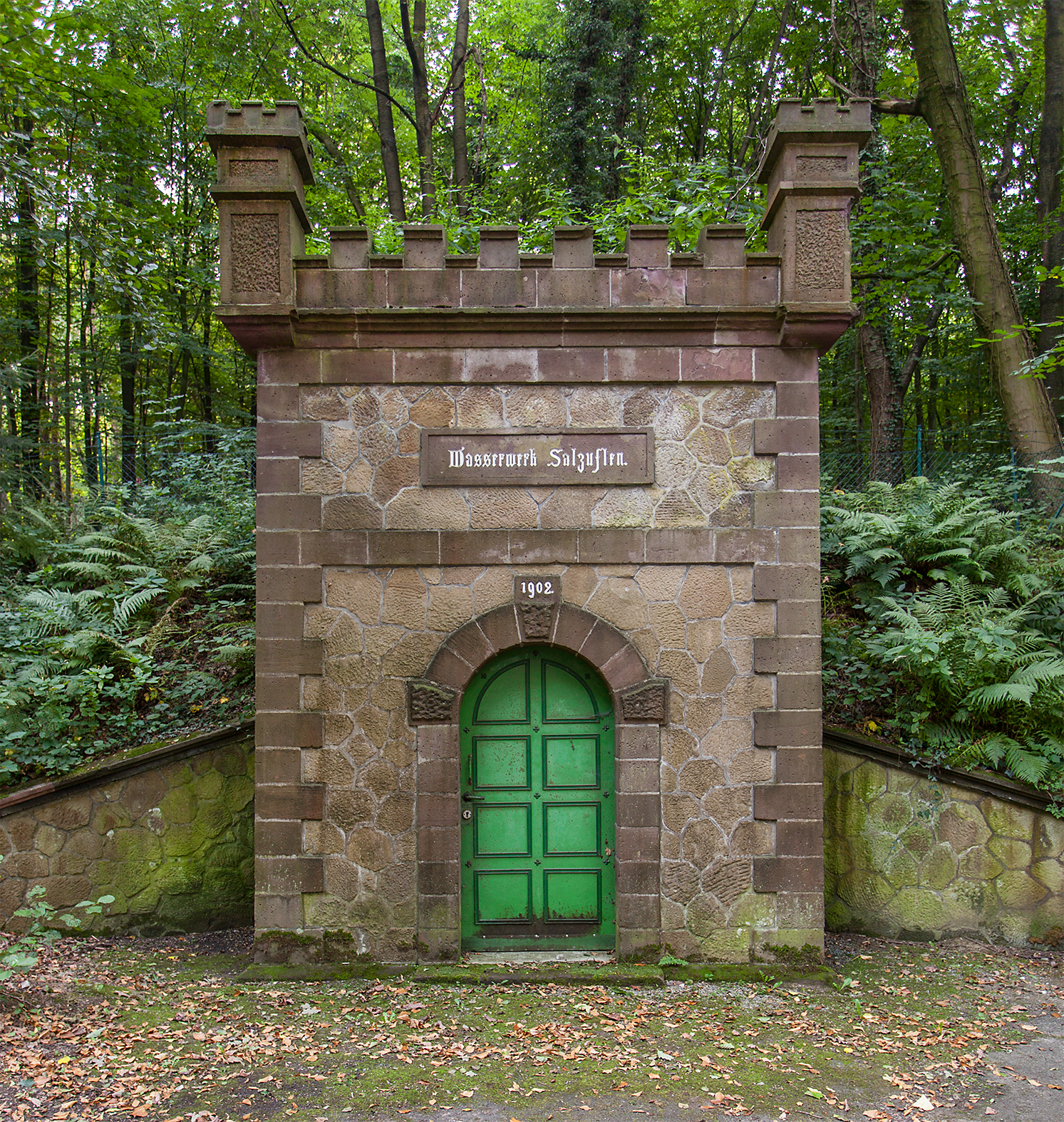
Wasserbehälter an der Salzufler Straße

Der Wasserbehälter ist ein mit der Nummer 168 in die Denkmalliste der Stadt Bad Salzuflen im nordrhein-westfälischen Kreis Lippe in Deutschland eingetragenes Baudenkmal.
Die Eintragung erfolgte am 24. August 1994; Grundlage für die Aufnahme in die Denkmalliste ist das Denkmalschutzgesetz Nordrhein-Westfalens (DSchG NRW).

## Lage
Das Gebäude steht im Bad Salzufler Ortsteil Wüsten, etwa 900 Meter westlich der Wüstener Ortsmitte, südlich der Salzufler Straße am Rande des Vierenbergs.

## Geschichte
Die Stadtverordnetenversammlung Salzuflens fasste – nach einer Typhus-Epidemie im Sommer 1899 – am 23. Januar 1900 den Beschluss, eine zentrale Wasserversorgung für Salzuflen aufzubauen. 1902 wurde der Auftrag für die Erschließung der „Meierjohann’schen Quellen“ an die Firma Grastorf aus Hannover erteilt; sie begann umgehend mit dem Ausbau. Die Gesamtanlage der „Meierjohann’sche Quellfassung“ kostete – einschließlich der Druckrohrleitung zum Wasserbehälter an der Wüstener Straße – 232.783,54 Reichsmark.
1913 schütteten die „Meierjohann’schen Quellen“ 36.000 und die ab 1909 gefassten „Meierschen und Thiesmeierschen Quellen“ 49.000 Liter in der Stunde. In den Folgejahren wurden zum Zweck einer größeren Förderung der Maschinenpark erneuert und neue Bohrungen um tiefere Wasserschichten zu erschließen bei den Quellen niedergebracht.
Vom Wasserbehälter lief das gesammelte Wasser in das Versorgungsnetz der Städte Bad Salzuflen und Schötmar.

## Baudenkmal
Bei den Anlagen der städtischen Wasserversorgung in Wüsten handelt es sich um Baudenkmale im Sinne des DSchG NW.

Anhand der beiden Quellstandorte, von denen die frühe zentrale Wasserversorgung ausging, über die zum Teil noch vorhandenen Gusseisendruckrohre bis hin zum Hochbehälter an der Wüstener Straße können die Anfänge der zentralen Siedlungswasserwirtschaft dieser Stadt aufgezeigt und erklärt werden. Sie erfüllen damit die Funktion von Dokumenten.

Die Bedeutung für die Menschen ergibt sich schlüssig aus der Tatsache, dass mit Aufbau der zentralen Wasserversorgung nicht nur ausreichend Trinkwasser bzw. Feuerlöschwasser zur Verfügung stand, sondern dieses auch im Gegensatz zur vorhergehenden Einzelbrunnenversorgung hygienisch einwandfrei war.
Heutiger Eigentümer der Anlagen sind die Stadtwerke Bad Salzuflen.